# Spółgłoska zwarta języczkowa bezdźwięczna
Spółgłoska zwarta języczkowa bezdźwięczna – rodzaj dźwięku spółgłoskowego występujący w językach naturalnych, oznaczany w międzynarodowej transkrypcji fonetycznej IPA symbolem [q].

## Artykulacja

### Opis
W czasie artykulacji tej spółgoski:
- modulowany jest strumień powietrza wydychany z płuc, czyli jest to spółgłoska płucna egresywna
- tylna część podniebienia miękkiego zamyka dostęp do jamy nosowej, jest to spółgłoska ustna
- prąd powietrza w jamie ustnej uchodzi wzdłuż środkowej linii języka – spółgłoska środkowa
- tylna część języka dotyka języczka – jest to spółgłoska języczkowa
- Dochodzi do całkowitego zablokowania przepływu powietrza przez jamę ustną i nosową, a następnie do przerwania utworzonej blokady i wybuchu (plozji) – jest to spółgłoska zwarta.
- wiązadła głosowe nie drgają, spółgłoska ta jest bezdźwięczna

### Warianty
Opisanej powyżej artykulacji może towarzyszyć dodatkowo:
- wzniesienie środkowej części grzbietu języka w stronę podniebienia twardego, mówimy wtedy o spółgłosce zmiękczonej (spalatalizowanej): [qʲ]
- przewężenie w gardle, mówimy o spółgłosce faryngalizowanej spółgłosce: [qˤ]
- zaokrąglenie warg, mówimy wtedy o labializowanej spółgłosce [qʷ]

Spółgłoska może być wymówiona:
- z rozwarciem bez plozji, mówimy wtedy o spółgłosce bez plozji: [q̚].
- z silnym przydechem (aspiracją), mówimy wtedy o spółgłosce przydechowej (aspirowanej): [qʰ]

## Przykłady
- w języku arabskim: القرآن [ʔæl-qurʔæːn] „Koran”
- w języku czeczeńskim: qela [qe:la] „klacz”
- w języku kabylskim: aqcic [aqʃiʃ] „chłopiec”
- w języku klallam: qəmtəm [qəmtəm] „żelazo”